# IC 1980
IC 1980 — галактика типу Sb (компактна витягнута галактика) у сузір'ї Сітка.
Цей об'єкт міститься в оригінальній редакції індексного каталогу.